# Mediha Sultan
Mediha Sultan, död 1928, var en osmansk prinsessa. Hon var dotter till Abd ül-Mecid I. 
Hon gifte sig 1879 med Ahmed Necib Pasha. Äktenskapet var inte arrangerat: hon hade lyckats få tillfälle att observera honom (män och kvinnor fick inte umgås), och bad sedan framgångsrikt sin far om att få honom till make. Paret fick en son. Hon blev änka 1885. 
Hon gifte sig 1886 med Damat Ferid Pasha Efendic. Paret hade inga barn. 
År 1898 närvarade hon vid kejsarinnan Augusta av Tysklands statsbesök. Mediha Sultan beskrivs som munter och charmerande och det noterades hur hon och hennes syster Seniha Sultan brukade turas om att muntra upp sin bror sultanen med skämtsamt prat och skratt. Hon var också intresserad av västerländskt mode, som sedan mitten av 1800-talet allmänt bars av kvinnorna i den Osmanska dynastin under slöjorna. 
Det osmanska sultanatet avskaffades 1 november 1922 och det osmanska kalifatet i mars 1924, varefter alla medlemmar av den före detta osmanska dynastin förvisades från den nya republiken Turkiet. Hon var sedan bosatt i Frankrike och Italien. 